# Stiria
Stiria (în germană Steiermark) este un stat federal, situat în sud-estul Austriei. Este al doilea land ca suprafață din Austria, acoperind 16.392 kmp. Are graniță cu Slovenia și cu alte landuri austriece, cum ar fi Austria Superioară, Austria Inferioară, Salzburg, Burgenland și Carintia. Are o populație de 1,243,052 locuitori (2019). Capitala sa este orașul Graz.

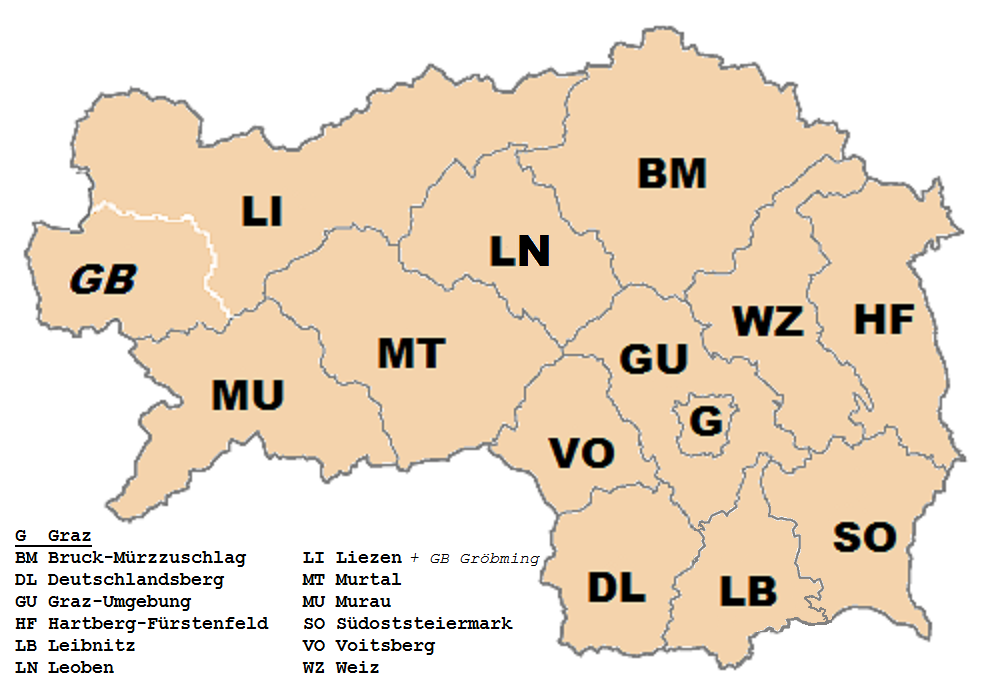
12 districte și un oraș